# Божик Валерій Іванович
Валерій Іванович Божик (нар. 27 березня 1971 року) — український адвокат, юрист, викладач, кандидат у Народні депутати України від партії "Слуга Народу" у Чернівецькій області по 204 округу (м. Новодністровськ, Заставнівський, Кельменецький, Сокирянський, Хотинський райони). Народний депутат України 9-го скликання. Переміг діючого депутата Максима Бурбака.

## Життєпис
Народився 27 березня 1971 року у с. Кадубівці Заставнівського району Чернівецької області.
Закінчив Чернівецький національний університет імені Юрія Федьковича за спеціальністю «Правознавство». Представник у Раді адвокатів України від Чернівецької області.
Обіймав керівні виборні посади в органах адвокатського самоврядування. 
З 2009 по 2011 рік обіймав посаду голови дисциплінарної палати Чернівецької обласної кваліфікаційно-дисциплінарної комісії адвокатури.
У 2016 році отримав відзнаку Спілки адвокатів України “За заслуги у розвитку адвокатури”.
Заступник голови Комітету Верховної Ради з питань правової політики.
З 29 серпня 2019 р. член депутатської фракції ПОЛІТИЧНОЇ ПАРТІЇ "СЛУГА НАРОДУ".
22 липня 2025 року голосував за закон 12414, що обмежує Національне антикорупційне бюро України та Спеціалізовану антикорупційну прокуратуру. Цей закон викликає значний резонанс в українському суспільстві.

## Скандали
2 липня 2019 року під час засідання Верховної Ради України лідер фракції “Народний фронт” Максим Бурбак заявив, що у Чернівецькій області декілька кандидатів у народні депутати в України мають громадянство Румунії, в тому числі Валерій Божик. 7 липня 2019 року Центральна виборча комісія направила партії "Слуга народу" листа з інформацією щодо можливого подвійного громадянства або непроживання в Україні протягом останніх 5 років Валерія Божика. Валерій Божик звинувачення та підозри у подвійному громадянстві спростував.